# تور کنترل خشم

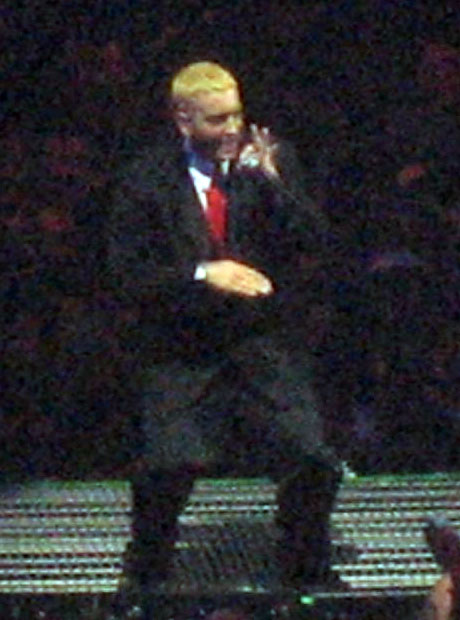
امینم در حال اجرای زنده در «تور مدیریت خشم»

تور کنترل خشم (به انگلیسی: Anger Management Tour) نام یک تور/کنسرت از خوانندگانی چون امینم و اسنوپ داگ بود که پس از انتشار آلبوم مارشال مترز ال‌پی از امینم آغاز به کار کرد.